# کوراوغلو
کوراوغلو قهرمان حماسی مشترک میان بسیاری از مردمان ترک از جمله مردم ترک آذربایجان، و ترکان ترکیه، ترکمن‌ها، ازبک‌ها و قشقایی‌ها است.
باعث این قیام مهتری سالخورده به نام علی ملقب به علی کیشی است. وی پسری موسوم به روشن  دارد و خود، مهتر خان بزرگ و حشم‌داری است به نام حسن خان.
روایت کوراوغلو در جغرافیای وسیعی از ترکان قفقاز، ایران و ترکان افغانستان امروزی، آسیای مرکزی و برخی نقاط دیگر گسترده‌است. در این جغرافیای وسیع، روایت کوراوغلو در قالب نمونه‌های آذربایجانی، قفقازی، آناتولی، گرجی، ازبکی، تورکمن، خراسانی، قشقایی و حتی توبولها یا گروه‌های تاتار در سیبری سروده شده‌است.

## ریشه نام گذاری کوراوغلو
به روایتی علی کیشی مادیانی را با اسبان افسانه‌ای جفت می‌کند و از آن دو کره اسب به دنیا می‌آیند که ظاهر نحیف و لاغری داشته‌اند وقتی خبر به گوش حسن خان ارباب پدر روشن می‌رسد دستور می‌دهد تا یکی از کره اسبها را به او بدهند که علی کیشی نیز همین کار را می‌کند و در کمال صداقت یکی از کره‌ها را به حسن خان می‌دهد ولی حسن خان با توجه به ظاهر نحیف کره اسب تصور می‌کند که علی کیشی به او خیانت کرده و این امر را توهینی سخت نسبت به خود تلقی می‌کند و کره اسب را پس می‌فرستد و دستور می‌دهد چشمان علی کیشی مهتر خود را درآورند و وی را کور کنند. پس از این واقعهٔ تلخ، اورشان پسر علی کیشی لقب کوراوغلو به خود می‌گیرد. کوراوغلو به ترکی یعنی کورزاده یا پسر مرد کور. برخی دیگر وجه تسمیهٔ آن را به گوور اوغلو یعنی زادهٔ پهلوان جنگجو می‌دانند. همچنان‌که کوراوغلو در زبان ترکی ترکمنی، گوراوغلو تلفظ می‌شود.

## سرآغاز قیام
علی کیشی پس از کور شدن به دست اربابش با دو کره اسب که آن‌ها را از جفت کردن مادیانی با اسبان افسانه‌ای و دریایی به دست آورده بود، همراه پسرش روشن از قلمرو خان می‌روند و پس از عبور از سرزمین‌های بسیار، سرانجام در چملی بئل (به معنی گردنهٔ مه آلود) که کوهستانی است سنگلاخ و سخت‌گذر با راه‌های پیچا پیچ، مسکن می‌گزیند (هم‌اکنون در ترکمن صحرا دو منطقه به این نام وجود دارند؛ یکی در اطراف نیل کوه و دیگری در کنار روستای صوفیان). روشن، کره اسب‌ها را با جادو و مانند پدر خویش در تاریکی پرورش می‌دهد و در قوشابولاق (به معنی دو چشمه) در شبی معین آب‌تنی می‌کند و بدین گونه هنر عاشقی در روح او دمیده می‌شود و علی کیشی از یک تکه سنگ آسمانی که در کوهستان افتاده‌است، شمشیری برای پسر خود سفارش می‌دهد و بعد از اینکه همهٔ سفارشها و وصایایش را می‌گذارد، می‌میرد.
روشن او را در همان قوشابولاق به خاک می‌سپارد و به‌تدریج آوازهٔ هنرش از کوهستانها می‌گذرد و در روستاها و شهرها به گوش همگان می‌رسد.
دو کره اسب، همان اسبهای بادپای مشهور او می‌شوند، با نامهای قیرآت و دورآت
عاشق جنون، اوایل کار به کوراوغلو می‌پیوندد به تبلیغ افکار بلند و دموکرات کوراوغلو و چنلی‌بئل می‌پردازد و راهنمای شوریدگان و عاصیان به کوهستان می‌شود. کوراوغلو و یارانش در مقابل ظلم ظالمان و پادشاهان و خان‌ها می‌ایستند و از حق مردم مظلوم حمایت می‌کنند.
سرانجام کوراوغلو پس از کشمکشهای فراوان موفق می‌شود حسن خان را به چنلی بئل آورده و به آخور ببندد و بدین ترتیب انتقام پدرش را بستاند؛ ولی هدف او تنها گرفتن انتقام پدر خویش نبود. او حامی تمام مظلومان بود و به مبارزه خود در این راه ادامه داد.

## کوراوغلو قهرمان یکی از اصلی‌ترین داستانهای آشیقی
کوراوغلو در مقام قهرمان یکی از مهمترین داستان آشیقی، خود یک آشیق بود، چرا که در اکثر آوازهای این داستان، آشیق راوی با گفتن آدیم کور اوغلو دۇر خود را به جای کوراوغلو می‌نشاند. این داستان از کشورهای آسیای میانه به آناتولی پخش شده‌است و در طی این فرایند به نحوی محتوای آن تغییر کرده‌است. در این داستان عشق رومانتیک با رفتاری رابین‌هود گونه آمیخته می‌شود. یکی از نسخ این داستان، که به عنوان نسخه پاریس شناخته می‌شود، در باکو چاپ شده‌است. آهنگ ساز بزرگ آذربایجان، عزیر حاجی‌بیگف، اپرای معروفی بر مبنای داستان کور اوغلو ساخته‌است.

## پیوندها
- متن کامل گفتارهای اپرای کوراوغلو